# Генріх Руфус
Генріх Руфус (нім. Heinrich Ruhfus; 14 квітня 1895, Шарлоттенбург — 26 травня 1955, Фленсбург) — німецький військово-морський діяч, контрадмірал крігсмаріне (1 вересня 1942).

## Біографія
1 квітня 1913 року вступив на флот. Пройшов підготовку на важкому крейсері «Вікторія Луїза» і у військово-морському училищі в Мюрвіку. Учасник Першої світової війни, служив на легких крейсерах, з травня 1915 року — на міноносцях. Після закінчення війни в 1919/22 роках служив у частинах берегової охорони, потім командував тендером, а з 19 вересня 1924 року — міноносцем Т-157. З 27 вересня 1926 року — офіцер із бойової підготовки на крейсері «Емден». З 29 березня 1928 року — командир роти корабельної кадрованої дивізії «Нордзе», з 15 лютого 1929 року — 2-го морського артилерійського дивізіону. З 21 вересня 1930 року — офіцер з бойової підготовки, з 20 лютого 1932 року — командир морського навчального судна «Ніобе». В липні 1932 року переведений в інспекцію бойової підготовки, але 21 грудня 1932 року призначений навігаційним офіцером на крейсер «Кенігсберг», з 27 вересня 1933 року — 1-й офіцер. З 14 липня 1935 року — командир 2-го морського артилерійського дивізіону, з 16 вересня 1939 року — командир легкого крейсера «Кенігсберг». Учасник операції «Везерюбунг». Після захоплення Норвегії 11 квітня 1940 року призначений морським комендантом Бергена — однієї з найважливіших морських баз узбережжя країни. З 21 серпня 1940 року — комендант берегових укріплень Осло, з 1 квітня 1941 року — Осло-фіорду. 1 жовтня 1942 року був призначений начальником найвідомішого і найстарішого військово-морського навчального закладу — училища в Мюрвіку. 4 травня 1944 року відправлений у Францію, де отримав посаду коменданта берегових укріплень на Французькій Рив'єрі (зі штаб-квартирою в Тулоні). У ході висадки союзних військ у Франції підлеглі Руфусу війська були розгромлені, а сам він 28 серпня 1944 року здався в полон. 20 червня 1947 року звільнений.

## Нагороди
- Залізний хрест 2-го і 1-го класу
- Почесний хрест ветерана війни з мечами
- Медаль «За вислугу років у Вермахті» 4-го, 3-го, 2-го і 1-го класу (25 років)
- Застібка до Залізного хреста 2-го і 1-го класу
- Хрест Воєнних заслуг 2-го і 1-го класу з мечами
- Нагрудний знак флоту
- Німецький спортивний знак